# Pimelea serpyllifolia
Pimelea serpyllifolia är en tibastväxtart. Pimelea serpyllifolia ingår i släktet Pimelea och familjen tibastväxter.

## Underarter
Arten delas in i följande underarter:
- P. s. occidentalis
- P. s. serpyllifolia